# Eric Linklater
Eric Robert Russell Linklater, né à Penarth le 8 mars 1899 et mort le 7 novembre 1974 à Aberdeen, est un écrivain britannique, auteur de romans, de récits de voyage, d'histoire militaire et de souvenirs. Il est surtout connu pour son livre pour enfants The Wind on the Moon, publié en 1944.

## Biographie
Fils du Master Mariner Robert Baikie Linklater (1865-1916) et de son épouse Mary Elizabeth, née Young (morte en 1957), il naît au Pays de Galles, mais grandit et est éduqué à Aberdeen où il entreprend des études de médecine qu'il interrompt ensuite. Il combat dans le Royal Regiment of Scotland pendant la Première Guerre mondiale, au cours de laquelle il est blessé par un projectile. Il passe quelques années dans les Orcades d'où son père est originaire et auxquelles il s'identifie profondément. En 1925, il part pour les Indes britanniques, s'installant à Bombay pour travailler comme vice-rédacteur en chef du Times of India. Après d'autres voyages, il retourne à Aberdeen en 1928 pour devenir assistant d'un professeur de littérature anglaise.
Il commence sa carrière littéraire en 1929 avec quelques succès éditoriaux, surtout dans le domaine de la littérature pour la jeunesse. Il est l'auteur de vingt-trois romans, de trois livres d'histoire, de deux recueils de poésie, de dix pièces de théâtre, de trois biographies et de vingt-trois livres sur des sujets divers et de trois livres pour enfants.
Il épouse en 1933 l'actrice écossaise Marjorie MacIntyre dont il a quatre enfants (Magnus, Andro, Alison et Kristin). Il est candidat pour le parti national écossais, mais sans succès.
Dans les années 1944-1945, il participe comme militaire à la campagne d'Italie de la Seconde Guerre mondiale : il retrace cette expérience dans son roman de 1946, Private Angelo, histoire d'un soldat italien équivoque.
De 1945 à 1948, il est recteur de l'université d'Aberdeen. Il meurt à Aberdeen en 1974. Il est inhumé à l'île de Mainland dans les Orcades.
Son petit-fils, fils de Kristin, est l'acteur américain Hamish Linklater.

## Œuvres
Romans et récits
- White Maa's Saga (1929)
- Poet's Pub (1929)
- Juan in America (1931)
- The Men of Ness (1932)
- The Crusader's Key (1933)
- Magnus Merriman (1934)
- Ripeness is All (1935)
- The Impregnable Women (1938)
- Judas (1939)
- Private Angelo (1946)
- Sealskin Trousers and Other Stories (1947)
- A Spell for Old Bones (1949)
- Mr Byculla (1950)
- A Sociable Plover and other Stories and Conceits - (1957)
- The House of Gair (1953)
- The Dark of Summer (1956)
- Juan in China
- A Man Over Forty (1963)
- A Terrible Freedom (1966)
- The Faithful Ally (1956)
- The Goose Girl and Other Stories

Romans pour la jeunesse
- The Wind on the Moon (1944)
- The Pirates in the Deep Green Sea (1949)
- Karina With Love (1958)

Autres
- The Devil's in the News (théâtre, 1929)
- A Dragon Laughed & other poems (1930)
- Ben Jonson and King James: Biography and Portrait (1931)
- Ripeness is All (1935)
- The Man on My Back (1941) autobiography
- The Northern Garrisons (1941)
- Laxdale Hall (1951) - sujet du film Laxdale Hall, par John Eldridge (1953)[1]
- Figures in a Landscape (1952)
- A Year of Space (1953)
- The Ultimate Viking (1955)
- The Merry Muse (1959)
- Orkney and Shetland (1965)
- The Prince in the Heather (1965)
- The Conquest of England (1966)
- The Survival of Scotland (1968)
- Fanfare for a Tin Hat. A Third Essay in Autobiography (1970)
- The Voyage of the Challenger (1972)
- The Campaign in Italy
- The Highland Division

## Prix
Médaille Carnegie décernée par la Library Association pour le meilleur livre pour enfant en 1944 pour Le Vent sur la lune.